# اریک گورفین
اریک گورفین (انگلیسی: Eric Gorfain) موسیقی‌دان، آهنگساز، تنظیم‌کننده و تهیه‌کننده موسیقی اهل ایالات متحده آمریکا است. وی از سال ۱۹۹۱ میلادی تاکنون مشغول فعالیت بوده‌است و همسر سام فیلیپس است.
اریک دانش‌آموختهٔ رشتهٔ موسیقی در دانشگاه کالیفرنیا، لس آنجلس است و با هنرمندانی چون سام فیلیپس، رایان آدامز، آ پرفکت سرکل، نیل دایمند، شان لنون، کاساندرا ویلسون، جان براین، جکنایف لی، رابرت پلنت و جیمی پیج همکاری داشته‌است.
از فیلم‌ها یا سریال‌های تلویزیونی که وی در ساخت موسیقی‌شان نقش داشته‌است، می‌توان به خانم میزل شگفت‌انگیز اشاره کرد.